# Ammainaickanur
Ammainaickanur es una ciudad y nagar Panchayat situada en el distrito de Dindigul en el estado de Tamil Nadu (India). Su población es de 19257 habitantes (2011).

## Demografía
Según el censo de 2011 la población de Ammainaickanur era de 19257 habitantes, de los cuales 9728 eran hombres y 9529 eran mujeres. Ammainaickanur tiene una tasa media de alfabetización del 80,13%, superior a la media estatal del 80,09%: la alfabetización masculina es del 87,34%, y la alfabetización femenina del 72,80%.